# Körperverletzung (Deutschland)
Die Körperverletzung ist ein Eingriff in die körperliche Unversehrtheit einer anderen Person in Form einer körperlichen Misshandlung oder einer Gesundheitsschädigung. Auch jede ärztliche Behandlung zu Heilzwecken, bei der auf irgendeine Weise in den Körper des Patienten eingedrungen wird, ist nach herrschender Meinung führender Strafrechtslehrer und Rechtsprechung höchster Gerichte eine tatbestandliche Körperverletzung, die nur dann nicht rechtswidrig ist, wenn in sie (auch konkludent, mutmaßlich oder hypothetisch) eingewilligt wird oder ein rechtfertigender Notstand vorliegt. Eine bei Behörden und Organisationen mit Sicherheitsaufgaben (BOS) gebräuchliche Abkürzung ist KV.
Im deutschen Strafrecht wird die Körperverletzung in § 223 bis § 231 (Straftaten gegen die körperliche Unversehrtheit) sowie § 340 (Straftaten im Amt) StGB geregelt. Im Zuge der Großen Strafrechtsreform wurden durch das Sechste Gesetz zur Reform des Strafrechts (6. StrRG) Inhalte und Nummerierungen geändert.

## Körperverletzung
Der Grundtatbestand der Körperverletzung ist in § 223 StGB normiert:

### Objektiver Tatbestand
Auf objektiver Seite verlangen also alle Straftaten, die die körperliche Unversehrtheit einer Person (Körperverletzung an Tieren ist nicht möglich) einschränken, eine körperliche Misshandlung oder Gesundheitsschädigung. Eine körperliche Misshandlung ist jede üble, unangemessene Behandlung, die das körperliche Wohlbefinden oder die körperliche Unversehrtheit nicht nur unerheblich beeinträchtigt. Im Rahmen des körperlichen Wohlbefindens wird der Zustand vor der Tathandlung mit dem nach der Tathandlung verglichen. Ist der Zustand schlechter als vorher, dann kann das körperliche Wohlbefinden beeinträchtigt sein. Dabei ist eine tatsächliche Schmerzzufügung irrelevant. Psychische Beeinträchtigungen können dann eine körperliche Misshandlung sein, wenn dadurch körperliche Beeinträchtigungen hervorgerufen werden. Die körperliche Unversehrtheit ist beeinträchtigt, wenn es zu einer Substanzverletzung, zu einem Substanzverlust, zu einer Herabsetzung der körperlichen Funktionen oder zu einer körperlichen Verunstaltung gekommen ist. Als Gesundheitsschädigung gilt das Hervorrufen oder Steigern eines pathologischen, also vom normalen Funktionieren des Körpers abweichenden, Zustandes, auch wenn er nur vorübergehend ist. Schmerzen des Opfers sind für gewöhnlich kein pathologischer Zustand, sondern im Gegenteil ein Zeichen für eine normale Funktionalität des Körpers. Anders sieht es bei chronischen Schmerzen aus. Auch das Abschneiden der Haare erfüllt den Tatbestand der Körperverletzung in der Variante der körperlichen Misshandlung.
Beispiele:
- körperliches Wohlbefinden ist z. B. auch bei Angstschweiß, Schlaf- oder Konzentrationsstörungen oder Herzklopfen, ebenso bei Mobbing und (befehls- oder anordnungsbedingter) körperlicher Überanstrengung eingeschränkt;[9]
- das Verursachen von Schrecken, Ekel oder Erregung, generell Handlungen, die unterhalb einer gewissen Bagatellschwelle liegen (z. B. Anspucken, Anstoßen, Zufallbringen eines anderen, leichter Schlag mit morscher Holzplatte oder auch ein leichter Tritt) führen dagegen nicht zu einer Einschränkung des körperlichen Wohlbefindens i. S. d. § 223 StGB, können jedoch den Tatbestand der Beleidigung erfüllen (zum Beispiel eine Ohrfeige).[10]
- körperliche Unversehrtheit ist z. B. beim Beibringen einer Wunde, dem Verabreichen eines gesundheitsschädlichen Stoffes, dem Ausschlagen von Zähnen, dem Entfernen eines Körperteils, dem Zufügen einer Prellung, der Defloration, dem Abschneiden der Haare beeinträchtigt;[11]
- eine Gesundheitsschädigung kann sich z. B. aus einer Verunreinigung von Wasser oder Luft durch Giftstoffe oder durch Beibringen eines gesundheitsschädlichen Stoffes ergeben. Dabei genügt es, dass die Substanz im konkreten Fall gesundheitsschädlich ist (wie Kochsalz in hoher Dosierung).[12] Auch die Infektion mit einer ansteckenden Krankheit (insbesondere bei HIV) ist eine Gesundheitsschädigung;[13] auch beim Zuführen von Röntgenstrahlen,[14] beim Herbeiführen einer Alkoholintoxikation[15] oder beim Verschreiben von suchtfördernden Mitteln[16] liegt eine Gesundheitsschädigung vor.

### Der ärztliche Heileingriff
Ärztliche Behandlungen können nach dem Bundesgerichtshof (BGH) den Tatbestand der Körperverletzung erfüllen. Auch ein Eingriff, der nach den Regeln der ärztlichen Kunst vorgenommen wurde und der erfolgreich ist, erfüllt den objektiven Tatbestand des § 223 StGB. Es reicht somit nicht aus, dass der Mediziner mit guten Absichten handelt. Vielmehr ist der ärztliche Heileingriff dann aber meist durch Einwilligung gerechtfertigt. Deshalb muss der Arzt vor jedem Eingriff den Patienten pflichtgemäß aufklären, um wesentlichen Willensmängeln der Einwilligenden vorzubeugen. Um das Risiko einer Strafbarkeit zu vermeiden, wird die Aufklärung des Patienten und seine Einwilligung vor der Operation in einer Einverständniserklärung dokumentiert. Es gibt jedoch auch Fälle, in denen die Einwilligung des Patienten vor der Operation nicht eingeholt werden kann (z. B. bei Notoperationen an bewusstlosen Unfallopfern). Hier wird in der Regel von einer mutmaßlichen Einwilligung ausgegangen. Davon zu unterscheiden ist aber die hypothetische Einwilligung, bei der eine tatsächliche Einwilligung hätte eingeholt werden können. Zur gesetzlich normierten Besonderheit der Körperverletzung mit Einwilligung des § 228 StGB siehe weiter unten.
Diese Ansicht der Rechtsprechung wird von Teilen der Literatur kritisiert und geltend gemacht, dass bei medizinisch indizierten und kunstgerecht durchgeführten Heileingriffen schon der Tatbestand des § 223 StGB nicht erfüllt sei, wobei die genauen Voraussetzungen umstritten sind. Hauptargument dieser Literaturmeinung ist, dass ein Heileingriff nach seinem Sinngehalt keine „Misshandlung“ oder „Gesundheitsschädigung“ sein kann und der Arzt ansonsten auf die Stufe eines Messerstechers gestellt wird. Dagegen wird eingewendet, dass eine partielle Entmündigung des Patienten drohe, wenn ärztliche Heileingriffe schon gar nicht tatbestandlich erfasst werden. Ärztliche Aufklärungsgespräche würden aus strafrechtlicher Sicht entbehrlich(er) werden und es könne unter Umständen auch gegen den Patientenwillen straffrei behandelt werden. Deshalb schütze die „Einwilligungslösung“ der Rechtsprechung das Selbstbestimmungsrecht des Patienten effektiver.

### Subjektiver Tatbestand
Der Täter muss vorsätzlich gehandelt haben (in Abgrenzung zur fahrlässigen Körperverletzung). Vorsatz bezeichnet das Wissen und Wollen der Tatbestandsverwirklichung; hier also der körperlichen Misshandlung oder Gesundheitsschädigung. Im Rahmen der Körperverletzung wird der Vorsatz auch speziell als Körperverletzungsvorsatz bezeichnet. Dabei ist bedingter Vorsatz ausreichend. Besonderheit ist hierbei die Abgrenzung zwischen Körperverletzungsvorsatz und Tötungsvorsatz im Rahmen der Körperverletzung mit Todesfolge.

## Gefährliche Körperverletzung
Bei der in § 224 StGB geregelten gefährlichen Körperverletzung handelt es sich um eine Qualifikation der Körperverletzung in Form eines Gefährdungsdeliktes. Der das deutlich erhöhte Strafmaß begründende gesteigerte Unrechtsgehalt liegt hier in der erhöhten Gefährlichkeit durch eine besondere Art der Tatausführung: Entweder besteht die Gefahr erheblicher Verletzung oder aber die Abwehrmöglichkeiten des Opfers sind eingeschränkt. Die Strafverfolgung erfolgt von Amts wegen (sog. Offizialdelikt).

## Schwere Körperverletzung
Bei dem Körperverletzungsdelikt der schweren Körperverletzung (§ 226 StGB) handelt es sich im um eine Qualifikation, also einen um strafschärfende Tatbestandsmerkmale erweiterten Tatbestand, des Grundtatbestandes der Körperverletzung (§ 223 StGB). Sie ist im 17. Abschnitt des besonderen Teils des deutschen Strafgesetzbuches (Straftaten gegen die körperliche Unversehrtheit) geregelt. Die Tat ist ein Offizialdelikt, was bedeutet, dass diese von Amts wegen verfolgt wird und kein Strafantrag (§ 230 StGB) gestellt werden muss, wie es bei der einfachen und der fahrlässigen Körperverletzung der Fall ist.
Anders als bei der gefährlichen Körperverletzung (§ 224 StGB), die auf eine besonders gefährliche Begehungsweise der Tat abstellt, erhöht der Tatbestand der schweren Körperverletzung bei bestimmten Folgen, die durch genauere Merkmale abschließend definiert sind, die Strafandrohung erheblich, weil die Tatfolgen als besonders schwer eingestuft werden. Mithin knüpft die schwere Folge, ebenso wie die Körperverletzung mit Todesfolge (§ 227 StGB), nicht etwa an die Körperverletzungshandlung, sondern den Körperverletzungserfolg an. Man spricht bei derartigen Tatbeständen von sog. erfolgsqualifizierten Delikten.

## Körperverletzung mit Todesfolge
Auch § 227 StGB ist ein erfolgsqualifiziertes Delikt:
Wie bei allen Erfolgsqualifikationen (außer § 239 Abs. 4 StGB) muss im Todeserfolg sich gerade die Gefahr verwirklichen, die der grunddeliktischen Tathandlung „in spezifischer Weise“ anhaftete (sog. deliktsspezifischer Gefahrzusammenhang). Der Unmittelbarkeitszusammenhang, wie noch im Rötzel-Fall verlangt, wurde vom BGH aufgegeben. Die Höchststrafe beträgt in den Fällen des Absatz 1 i. V. m. § 38 StGB fünfzehn Jahre Freiheitsstrafe.

### Abgrenzung zu anderen Tatbeständen
Eine Körperverletzung mit Todesfolge liegt vor, wenn der Täter zwar eine Verletzung herbeiführen, das Opfer aber nicht töten wollte. Lag ein Tötungsvorsatz vor, handelt es sich um Totschlag oder Mord, da Totschlag und Mord speziellere Tatbestände sind. Lag weder ein Tötungs- noch ein Verletzungsvorsatz vor, handelt es sich möglicherweise um fahrlässige Tötung (da ohne ausdrückliche Erwähnung im Gesetz nur vorsätzliche Handlungen strafbar sind, § 15 StGB).
Die Entscheidung, mit welchem Vorsatz ein Täter gehandelt hat, muss das Gericht nach Abwägung der Umstände fällen.

## Fahrlässige Körperverletzung
Auch eine fahrlässig herbeigeführte Körperverletzung ist strafbar; nach § 229 StGB kann eine Geldstrafe oder Freiheitsstrafe von bis zu drei Jahren verhängt werden. Die fahrlässige Körperverletzung ist, außer bei besonderem öffentlichen Interesse, ein Antragsdelikt (§ 230 StGB). Bei im Straßenverkehr begangenen Körperverletzungen besteht kein Grundsatz, dass das besondere öffentliche Interesse stets oder in der Regel zu bejahen wäre (243 Abs. 3 Richtlinien für das Strafverfahren und das Bußgeldverfahren).

## Körperverletzung im Amt
In § 340 StGB und damit im Bereich der Amtsdelikte findet sich ein weiterer Qualifikationstatbestand, der die Strafandrohung für den Fall erhöht, dass der Täter ein Amtsträger ist:
(2) Der Versuch ist strafbar.
Auch ist hier eine fahrlässige Körperverletzung möglich. Ein Strafantrag gem. § 230 StGB ist hier nicht erforderlich, damit ist die fahrlässige Körperverletzung im Amt ein Offizialdelikt. (Dies war angeblich nicht so beabsichtigt, ist aber bindend und wird auch so praktiziert.) Der Absatz 3 trat im April 1998 in Kraft. Anzeigen wegen Körperverletzung im Amt spielen eine Rolle bei der juristischen Aufarbeitung von rechtswidrig angewandter Polizeigewalt.
Im Jahr 2019 wurden 71 Personen wegen Körperverletzung im Amt abgeurteilt, davon 12 Frauen; 19 Personen, davon eine Frau, wurden verurteilt, alle verhängten Haftstrafen wurden zur Bewährung ausgesetzt.
Unter dem Schlüssel 655100 wird die Körperverletzung im Amt § 340 StGB in der Polizeilichen Kriminalstatistik aufgeführt: 1.708 Fälle im Jahr 2020, davon wurden 1192 aufgeklärt: 1808 Tatverdächtige, davon 1546 Männer und 262 Frauen, darunter 13 Ausländer. In 4 Fällen wurde mit der Schusswaffe gedroht, in 6 Fällen geschossen.

## Körperverletzung im Sport
Die Teilnahme an einem sportlichen Wettkampf beinhaltet nach allgemeiner Rechtsauffassung die Einwilligung in die für den Wettkampf typischen Gefahren für den eigenen Körper (volenti non fit iniuria). Ausgenommen sind grobe Regelverstöße. In Fällen tatbestandsmäßiger und rechtswidriger Körperverletzung sind die Eigenart des Wettkampfes und die ihn prägenden körperlichen und psychischen Extremsituationen zu berücksichtigen.

## Rechtfertigungsgründe
Es greifen die üblichen Rechtfertigungsgründe der Notwehr, des Notstandes und der Einwilligung. Bei der vom Gesetzgeber ansonsten stillschweigend vorausgesetzten Möglichkeit der Einwilligung besteht im Bereich der Körperverletzung mit § 228 StGB eine ausdrückliche Regelung. Eine Einwilligung des Opfers ist unbeachtlich, wenn die Tat gegen die guten Sitten verstößt. Im Ergebnis wird so die Möglichkeit einzuwilligen begrenzt.
Umstritten ist, wie der Begriff der guten Sitten auszulegen ist. Es wird hier vertreten, zumindest zu Lasten des Täters keine moralisierende Betrachtung vorzunehmen, sondern sich allein am Grad der Gefährdung oder der Verletzung der Rechtsgüter Leib und Leben zu orientieren. Der BGH hat in einem Urteil vom 26. Mai 2004 entschieden, dass die Strafbarkeit spätestens dann beginnt, wenn objektiv betrachtet eine konkrete Todesgefahr besteht. Der BGH dürfte sich aber nicht streng dieser rechtsgutsbezogenen Betrachtungsweise zuordnen lassen.
Die Gegenauffassung bejaht einen Verstoß gegen die guten Sitten, wenn die Tat dem Anstandsgefühl aller billig und gerecht Denkenden widerspricht.
Den guten Sitten widerspricht jedenfalls nicht die Einwilligung in eine ärztliche Heilhandlung, sofern nicht wie teilweise in der Lehre schon der Tatbestand verneint wird. Bei speziellen Sexualpraktiken wie BDSM gibt es Meinungsverschiedenheiten über die Auslegung des Begriffs „gute Sitten“, eine konkrete Lebensgefahr ist jedenfalls nicht zu rechtfertigen. Die Einwilligung für sportliche Wettkämpfe verstößt nicht gegen die guten Sitten, was allerdings beim Boxsport in der Vergangenheit strittig war. Bei Einwilligungen, wie sie in Buch und Film Fight Club geschildert werden, ist ein Verstoß gegen die guten Sitten wahrscheinlich.
Am 25. Februar 2013 entschied der BGH, dass eine Einwilligung in eine Schlägerei zwischen zwei Gruppen wegen des Eskalationsrisikos trotz fehlender konkreter Lebensgefahr grundsätzlich sittenwidrig ist.

## Besonderheiten
- Die fahrlässige Körperverletzung (§ 229 StGB) ist wie die einfache vorsätzliche Körperverletzung ein relatives Antragsdelikt (§ 230 StGB). Das heißt, die Strafverfolgungsbehörden schreiten erst nach Stellung eines Strafantrags ein, sofern nicht das besondere öffentliche Interesse durch die Staatsanwaltschaft bejaht wird. Wenn die Staatsanwaltschaft überhaupt kein öffentliches Interesse an der Strafverfolgung annimmt, wird das Opfer auf den Privatklageweg verwiesen (§ 374 Abs. 1 Nr. 4 i. V. m. § 376 StPO).
- Schadensersatz und Schmerzensgeld sind im Strafprozess nur im so genannten Adhäsionsverfahren möglich, andernfalls muss zivilrechtlich der Anspruch eingeklagt werden.
- Die Selbstverstümmelung wird vom Tatbestand der Körperverletzung nicht erfasst („… wer eine andere Person …“), sie kann aber aufgrund anderer Rechtsnormen oder in deren Zusammenhang strafbar sein:
  - § 17 Wehrstrafgesetz („Selbstverstümmelung“) – Der Tatbestand erfasst neben der Selbstverstümmelung auch einverständliche Verstümmelung eines Anderen
  - § 109 StGB („Wehrpflichtentziehung durch Verstümmelung“) – die Selbstverstümmelung ist hier neben der einverständlichen Verstümmelung eines Anderen ein Unterfall der „Wehrpflichtentziehung durch Verstümmelung“
- Die Beschneidung von männlichen Kindern ist unter bestimmten Voraussetzungen auch dann straffrei, wenn keine medizinische Indikation vorliegt (siehe: Zirkumzision → Regelung der Beschneidung Minderjähriger in einzelnen Staaten → Deutschland)